# Scjentyzm
Scjentyzm (od łac. scientia – wiedza) – zespół poglądów filozoficznych głoszących, że prawdziwą i w pełni uzasadnioną wiedzę o rzeczywistości dostarczają jedynie nauki przyrodnicze. Rozwinął się w drugiej połowie XIX wieku z empiryzmu i pozytywizmu. Za jego twórcę uważa się Augusta Comte'a.
Według tego poglądu nauki szczegółowe, wolne od nieweryfikowalnych eksperymentalnie teorii, które nie mają ambicji wyjaśniania wszystkiego na podstawie jednej, apriorycznie przyjętej zasady filozoficznej, są jedyną drogą do uzyskania rzetelnej wiedzy o rzeczywistości. Tylko te zagadnienia mogą być sensownie rozwiązane bądź dadzą się wyjaśnić językiem tak zdefiniowanych nauk szczegółowych. Wszystkie inne problemy są nierozstrzygalne lub całkowicie nonsensowne i wynikają z niejasności językowych. Idea scjentyzmu jako postawy myślowej wyraża się w haśle: „Nauka zamiast religii”.